# 空挺戦車
空挺戦車（くうてい せんしゃ）とは、航空機に搭載可能な軽量の戦闘車両である。「戦車」とは呼ばれるが、空中投下もしくは強行着陸によって輸送される装甲戦闘車両全般を指す。

## 概要
主に固定翼の輸送機もしくはグライダー、ヘリコプター（回転翼機）に搭載されて空港等を経ることなく戦闘地帯へ直接投入され、火力が不足しがちな降下直後の空挺部隊（エアボーンフォース）に火力と機甲戦力を与えることが目的である。
空挺戦車の車体規模は輸送機をベースに規定されることが多い。戦車実用化後の大部分の時期において、航空機で輸送可能な重量・大きさは、同時期の大抵の戦車のそれを下回ったため、必然的に軽戦車かそれ以下の軽量で小柄な車両が多い。
大型の戦略輸送機には重量50トンを超える主力戦車を輸送可能なものもあるが、この種の機体は非舗装滑走路への強行着陸は困難であり、重車両が空中投下に対応することもまた困難であるため、これらが空挺戦車としての機能を果たすことはまず不可能であり、積載量の小さい戦術輸送機に搭載可能な車両のニーズは完全には無くならなかった。

## 名称
日本語名「空挺戦車」は、［ ja: 空挺（＜ 和製漢語: 空中挺進 ＜ en: airborne〈航空機輸送の〉）+ 和製漢語: 戦車 (＜ en: tank) ］という語構成である。
英語では、係る戦闘車両を特定する用語が存在しない。airborne force（空挺作戦部隊）が運用する、airborne use（空挺用）の、light tank（軽戦車）である。
ドイツ語では Luftlandepanzer（日本語音写例: ルフトランデパンツァー）という。語構成は［ de: luftlande（Luftland〈エアボーン; 空中挺進; 空挺〉の、空挺部隊の）+ Panzer（戦車、ほか）］。

## 歴史
空挺部隊（エアボーンフォース）は、輸送機に搭載し、空中投下などができる物資の重量の制限があるため、空挺作戦時に重火器を運用することが困難であった。しかし、対峙する敵部隊は一般に重火器保有が考えられるために、航空機に搭載して輸送できる（自走可能な）重火器が求められていた。
1930年代から飛行可能な戦車の概念がアメリカ・イギリス・イタリア・ドイツ・ソビエト連邦・日本など各国で研究されていたが、当時の航空機の能力では装甲戦闘車両を空輸することは難しく、実用化されたものはなかった。第二次世界大戦後半にいたり、イギリス軍はMk.VIIテトラーク軽戦車とハミルカー Mk I 輸送グライダーの組み合わせにより、航空輸送が可能な装甲車両の実戦力化に成功する。このテトラーク軽戦車は、ノルマンディー上陸作戦に使用された。その後、1945年3月24日に米英が決行した大規模空挺作戦であるヴァーシティー作戦（ライン川渡河作戦の一つ）には、アメリカ製イギリス軍所属のM22ローカスト軽戦車がハミルカーグライダーによって輸送されている。
第二次世界大戦後は、装甲車両の重量化（軽戦車の陳腐化）や歩兵携行の対戦車兵器の発達、攻撃ヘリコプターなど航空支援方法の向上などにより、空挺戦車を用いずとも重火力の発揮が可能となったこともあり、開発は一部を除き行われなかった。
ただしソ連は空挺戦力に非常に注力し、独自軍種として「空挺軍」を保有（ソ連崩壊後もロシア空挺軍として存続）し、地上軍とは別系統の空挺装甲戦闘車両を、1950年代からASU-57空挺自走砲、ASU-85空挺戦車、BMD-1、BMD-2、BMD-3、BMD-4空挺戦闘車、2S25対戦車自走砲といった各種の空挺降下可能な装甲戦闘車両を開発してきた。これらはパラシュート（BMDは逆噴射ロケット付パラシュート）による空中投下が可能である（ASU-85は空中投下能力なし）。ただし、重量物の投下は故障・破損を引きこしやすいこともあり、実戦で投下した例はない。これらの車両のうちいくつかは実戦で実際に使用されているが、いずれも空挺降下した歩兵部隊が飛行場を制圧した後に輸送機によって空輸されて運用されており、実態としては「空輸による高速展開が可能な軽量装甲戦闘車両」であった。
アメリカ軍においては、ベトナム戦争時に空挺対戦車自走砲M56スコーピオンと空挺戦車M551シェリダンの2車種が開発・実戦配備された。M551はパナマ侵攻作戦においても実戦で空中投下運用が行われているが、空中投下された車両のうち半数が故障・損傷して使用不能になるなど、その結果は馨しいものではなかった。1991年の湾岸戦争における砂漠の盾作戦では、M551が緊急展開部隊としてサウジアラビアへ急派され、敵軍の侵攻に備えたが、この任務を最後として予備役に回され、M551の後継車両として開発中であったM8 AGSは開発が中止された。これ以降、アメリカでは空挺戦車の開発は行われていない。ストライカー装甲車ファミリーなどの軽量の装甲戦闘車両の開発および配備は行われているものの、それらが運用される主な理由は輸送機による空輸が容易であるということであり、空中投下が可能な「空挺戦車」としてのものではなく、したがって、「空挺戦車」に分類されてもいない。
冷戦後の世界情勢においては、大規模な空挺侵攻作戦というものが行われる可能性が低くなったため、「輸送機による空輸が容易であること」以上の空挺運用能力が装甲戦闘車両に求められる蓋然性は低く、今後も「空挺戦車」というカテゴリーの兵器が存在し続けるかについては不明瞭である。しかしながら、中華人民共和国の中国人民解放軍は、自軍初の空挺戦車で「ZBD-03 傘兵戦車」を正式名称とする「03式空挺歩兵戦闘車」なる歩兵戦闘車 (IFV) を開発し、2009年の軍事パレードで世界に公開している。その事実を鑑みるに、過ぎ去った時代の兵器と見做すのは甚だ早計である。

### 著名な運用実績
- ノルマンディー上陸作戦（1944年）における、イギリス軍のMk.VIIテトラーク軽戦車[1]（母機はハミルカー Mk I）[1]

使い道が無くなっていた軽戦車6輌に任務が与えられ、空挺戦車として実戦投入された。戦果を含め、戦場での詳細は不明。
- 1945年に米英が決行したライン川渡河作戦における、イギリス軍のMk.VIIテトラーク軽戦車とM22ローカスト（いずれも母機はハミルカー Mk I）

ヴァーシティー作戦（3月24日）に、前者は数輌、後者は第6空挺装甲偵察連隊の8輌が参加している。
- ベトナム戦争における、アメリカ軍の空挺対戦車自走砲M56スコーピオンと空挺戦車M551シェリダン

空中投下実績なし。軟弱地盤の多いベトナムという地域との相性は最悪で、それ以外にも多くの問題が発生して、評価は散々なものであった。
- 1989年のパナマ侵攻における、アメリカ軍の空挺戦車M551シェリダン

1個中隊の10輌がパラシュートで空中投下されたが、着地する際に多くが損傷・故障し、降下後に活動できた車両は約半数であった。
- 湾岸戦争の「砂漠の盾作戦」（1991年）における、アメリカ軍の空挺戦車M551シェリダン

空中投下実績なし。敵軍の侵攻が予想される地域へ急派できる盾としては、それなりに機能した。

## 空挺戦車の一覧

### 第二次世界大戦中
イタリア王国
- L3 空挺戦車

L3 豆戦車 (L3) の派生型の一つとしての空挺型が、L3 空挺戦車である。母機となったサヴォイア・マルケッティ SM.82はサヴォイア・マルケッティ SM.75の派生型で、1937年に初飛行していることから、L3 空挺戦車の実用配備はその頃と考えられる。
 イギリス

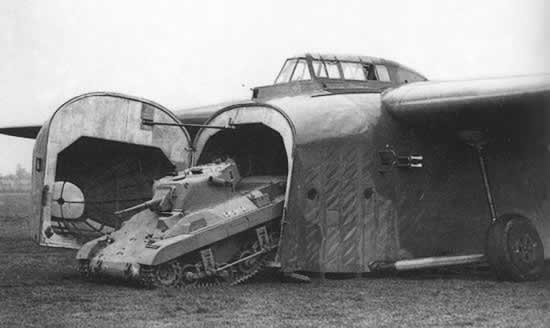
ハミルカー Mk I から自走して降りるイギリス軍の M22ローカスト。1945年撮影。

- Mk.VIIテトラーク軽戦車 (Light Tank Mk VII Tetrarch)

滑空機能があるグライダーを輸送機（輸送用飛行機）で曳航する技術が開発されると、以前より重い物を運べるようになった。イギリス軍は1944年6月のノルマンディー上陸作戦を始めとするヨーロッパでの反攻作戦で大型軍用グライダー「ハミルカー Mk I」を運用し始める。Mk.VIIテトラーク軽戦車（1940年初配備）は、その一年前の1943年、アメリカ製のM5軽戦車に主力軽戦車の座を奪われた状態でたまたま6輌が余っていたため、空挺部隊に移管され、実戦投入される運びとなった。1945年のヴァーシティー作戦（米英軍によるライン川渡河作戦）にも少数が参加している。

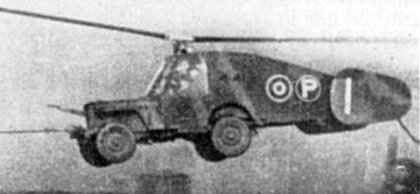
ハフナー ロータバギー

- ハフナー ロータバギー

1942年に試作された、車両用ローターカイトで、先に試作された個人用のハフナー ロータシュートの拡大版に当たる。グライダー同様の曳航牽引と、オートローテーションによる緩降下を可能とする構想だった。バレンタイン歩兵戦車を同様の形態としたロータタンクも提案されたが実現に到らなかった。
 ソビエト連邦

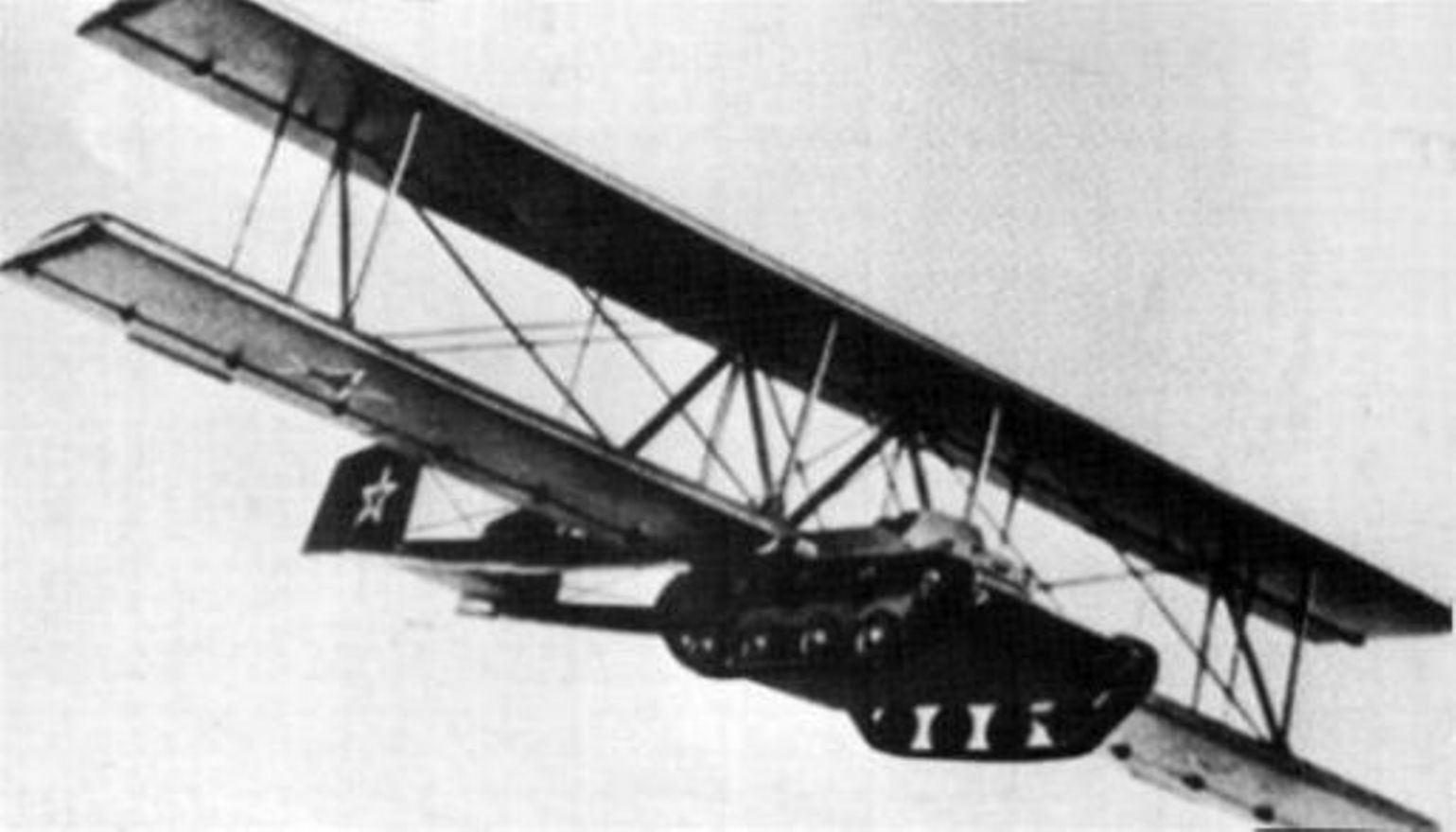
アントノフ A-40 の、計画当初のデザイナーズモデル

- アントノフ A-40 (Antonov A-40)

飛行機の後方に戦車を牽引して滑空させようとするもので、当初の計画から大幅な変更がなされた後、1942年に試作機が初飛行を果たすものの、実用化するには飛行機の機体強度が足らないなど、少なくとも当時の技術では非現実的であったことから、計画は中止された。
O・A・アントーノフが実現させようとしたのは、有翼の戦闘車両であり、グライダー（滑空機）の機能を追加された軽戦車であった。ゆえに、この兵器は、まずは車両（空挺戦車）であり、次に航空機（滑空機）である。
 大日本帝国
- 九八式軽戦車、二式軽戦車 (Type 2 Ke-To light tank)

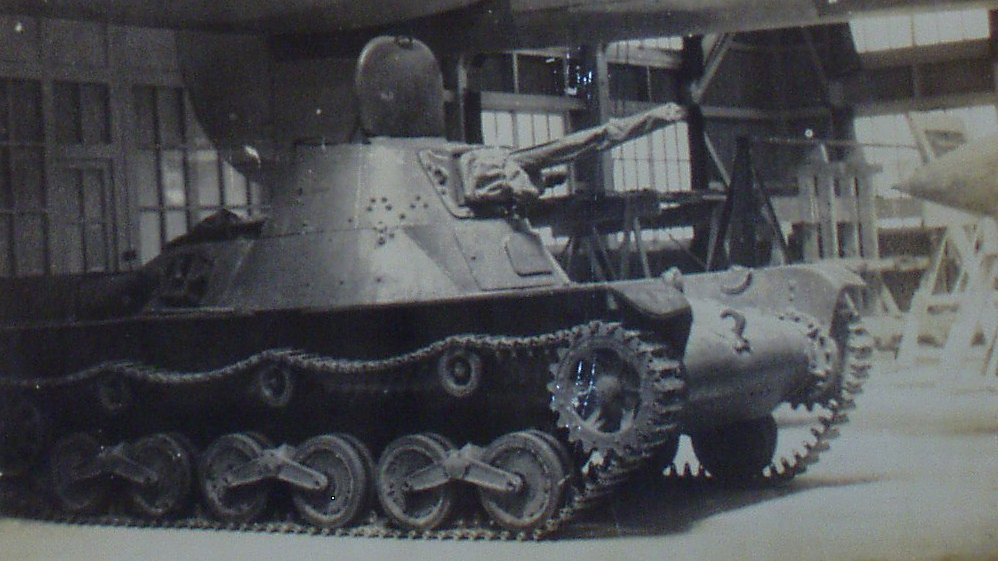
九八式軽戦車
開発名「ケニ」。大型グライダー（ク-7,キ-105）に搭載する形でで空挺作戦への投入が計画された。
二式軽戦車
開発名「ケト」。1944年（昭和19年）配備。大型グライダー（ク-7,キ-105）に搭載する形で空挺作戦への投入が計画された。
- 特三号戦車 (Special Number 3 Light Tank Ku-Ro)

開発名「クロ」。上述のソ連軍A-40と同様、戦車に翼を装着し直接牽引にて滑空輸送する構想で、1944年（昭和19年）に開発着手されるも頓挫した。
 アメリカ合衆国
- M22軽戦車 (Light Tank M22)   （M22ローカスト）

ハミルカー Mk I 輸送グライダーに搭載する空挺戦車として最初から設計された。配備されたのは1945年以降。しかしながら、米英両国とも大戦末期の限定的使用したのみに終わっている。
供与されたイギリス軍での愛称は「ローカスト」 (M22 Locust) 。

### 第二次世界大戦後

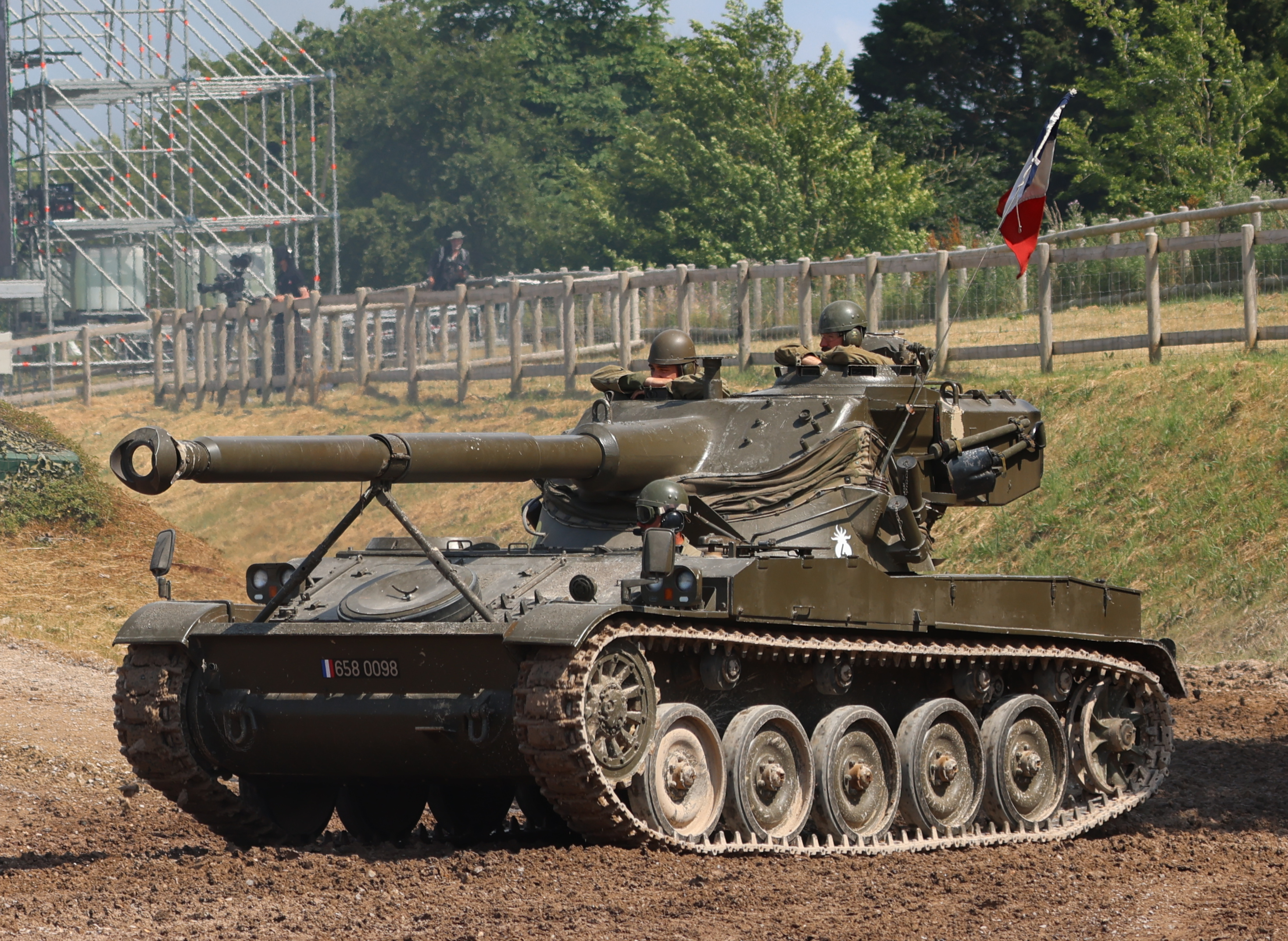
AMX-13

ソビエト連邦→ ロシア
- ASU-57 (ASU-57)

戦車的役割を果たす車両で、空中投下が可能な空挺戦車として、1947年、開発に着手されている。1951年生産開始・初配備。
- ASU-85 (ASU-85)

輸送機で運ぶ空挺戦車として開発された。1950年代の終わりにソビエト空挺軍（ロシア空挺軍の前身）が制式採用し、1980年代までの主要装備として運用した。
- BMD-1 (BMD-1)

空中投下が可能な装甲戦闘車両であるBMDシリーズの基礎を作った。1965年開発着手、1968年試作、1969年制式採用・初配備。装甲の脆弱さのために短命で終わったが、実戦でのデータを蓄積しつつ後継の開発が続けられることになった。
- BMD-2 (BMD-2)

1985年にソビエト連邦軍が制式採用・初配備。
- BMD-3 (BMD-3)

1990年にソビエト連邦軍が制式採用・初配備。
- BMD-4 (BMD-4)

BMOシリーズの最新型として、現在（2021年時点）、1,000両近くが配備されている。
- 2S25スプルート-SD (2S25 Sprut-SD)

1990年代初めに開発着手されるも、2010年に計画を断念するとの発表があった。しかし、修正されたうえで2012年に計画の存続が発表され、その後、実用配備された。ロシア本国における分類呼称は「空挺自走砲」だが輸出PRでは軽戦車ともされる。
 フランス
- AMX-13軽戦車 (AMX-13)

1951年採用、1952年初配備。フランスを中心に世界各国で採用され使用された。
- ELC計画

1955年、AMX-13よりも低姿勢でコンパクトな空挺戦車として開発された。砲塔・武装の異なる複数のタイプが試作されたものの量産化に到らなかった。
 アメリカ合衆国

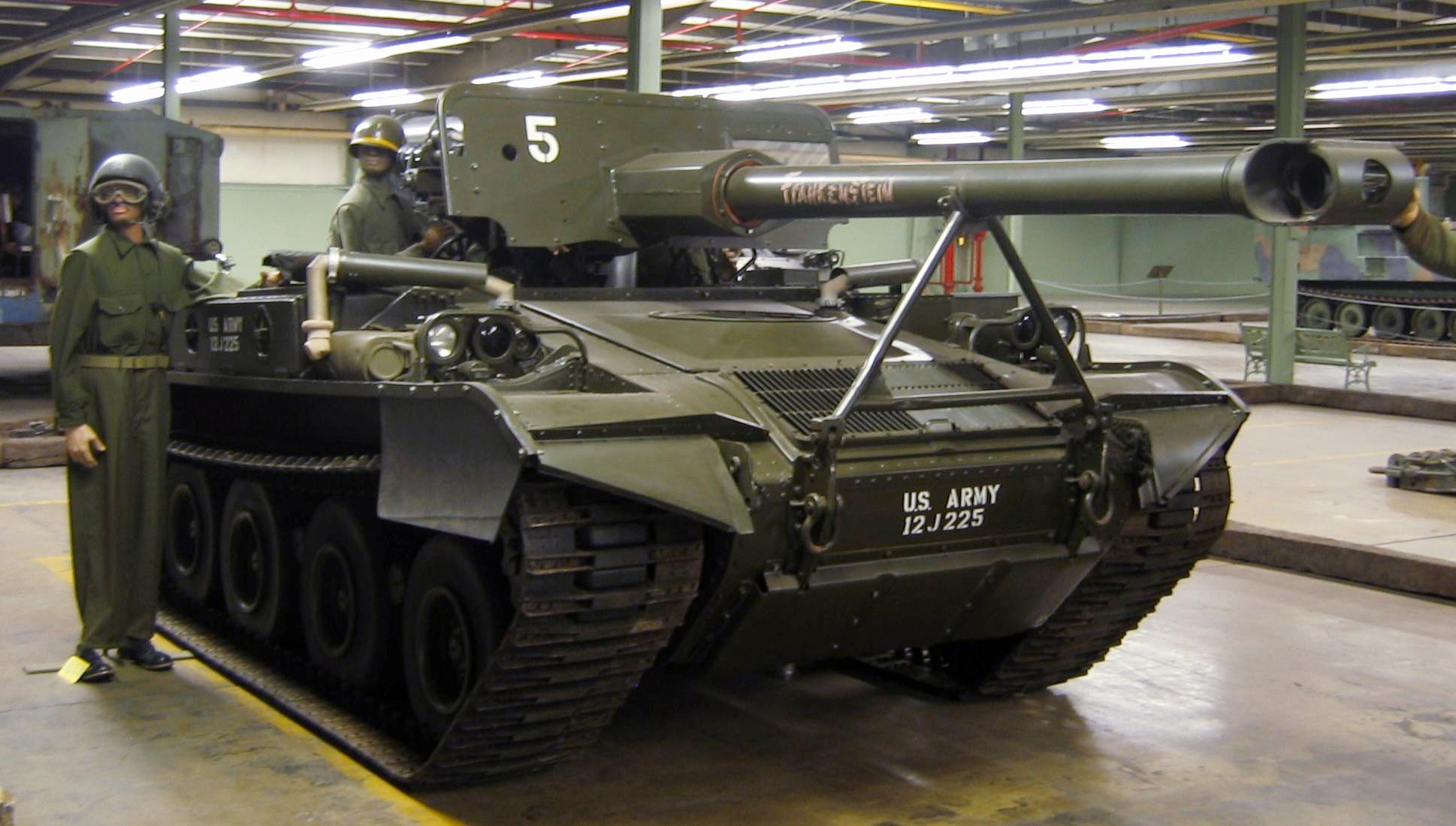
M56スコーピオン

- 空挺対戦車自走砲 M56スコーピオン (M56 Scorpion)

1953年に制式採用され、その後、初配備される。1960年代、ベトナム戦争に投入された。後継のM551シェリダンに世代交代する形で退役した。アルミ合金製。

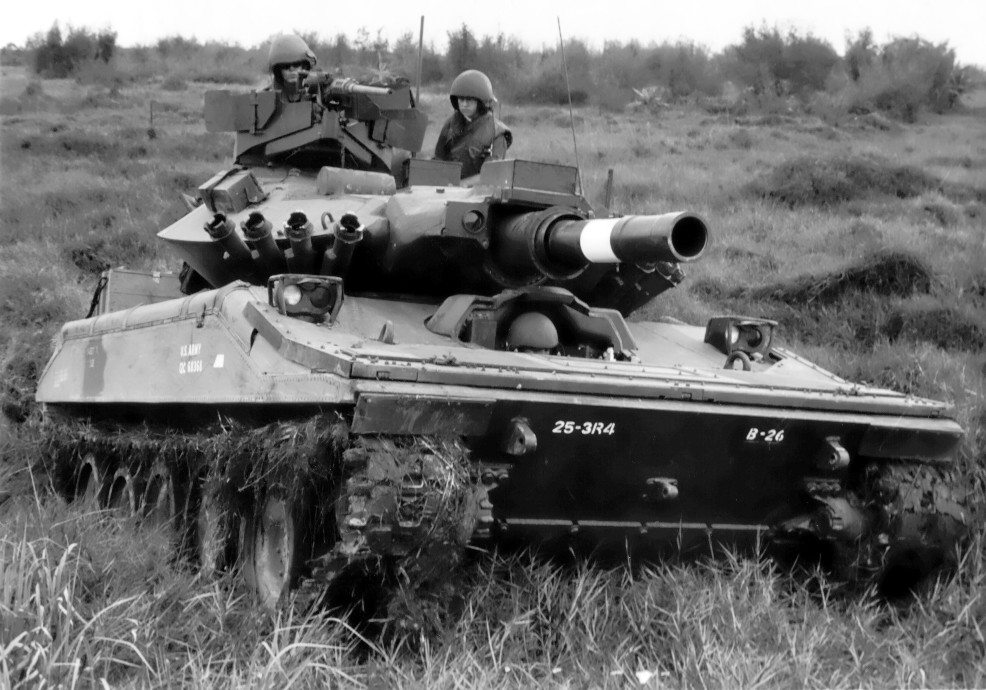
アメリカ陸軍のM551シェリダン（ベトナム戦争中の1969年撮影）

- 空挺戦車 M551シェリダン (M551 Sheridan)

1960年開発着手、1962年試作、1965年採用、1966年初配備。アルミ合金7000番台（超々ジュラルミン）製。水陸両用、空中投下可能、既存の軽戦車を凌ぐ火力と機動力を保有、152mm口径ガンランチャー搭載と、空挺戦車としてのスペックは充実しており、ベトナム戦争に1,000輌が投入された。しかし、軽量化のために細くせざるを得なかった履帯は、ぬかるみの多いベトナムという地域で機動性を発揮できなかった。軽量化したこと自体も障害物の多い戦地では不利に働き、構わず乗り越えて進む戦車本来の動きが不可能であった。つまり、地盤が緩いうえに倒木だらけの戦地に派遣してはならない車両であった。また、装甲の薄さを南ベトナム解放民族戦線に見抜かれ、ゲリラ部隊の恰好の標的になってしまった。頼みのガンランチャーも、装填できなくなるトラブルや不発が相次いだ。このようなことから、アメリカ軍のほとんどの部隊がM551を敬遠し、主力戦車であるM60パットンを使用するようになっていった。ベトナム戦争で空中投下されることは一度も無かった。
1989年のパナマ侵攻では、1個中隊のM551シェリダン10輌がパラシュートで空中投下された。しかし、着地する際に損傷・故障する車両が続出し、降下後に活動できた車両は約半数に過ぎなかった。
最後の実戦配備は1991年の湾岸戦争における砂漠の盾作戦で、緊急展開部隊としてサウジアラビアに急派され、貴重な機甲戦力としてイラク軍（バアス党政権下のイラク軍）のサウジアラビア侵攻に備えている。湾岸戦争の終戦後は予備役となり、後継のM8 AGS（※後述）も計画が中止された。このような経緯から、厳密な意味での「空挺戦車」としては、M551が実戦配備された世界最後の空挺戦車となっている。
- M8 AGS (M8 Armored Gun System)

1983年開発着手、1994年試作、1996年計画中止。
 西ドイツ→ ドイツ
- ヴィーゼル空挺戦闘車 (Wiesel AWC)

1975年に実用試作されるも、当時の西ドイツのドイツ連邦軍は関心を示さなかった。1984年に量産決定。1989年に生産・初配備。東西ドイツの統一後の開発と運用は、統一ドイツに引き続がれた。
 中華人民共和国
- 03式空挺歩兵戦闘車 (ZBD-03)

中華人民共和国の歩兵戦闘車 (IFV) で、中国人民解放軍における初の空挺戦車。正式名称は「ZBD-03 傘兵戦車」。
2009年に初公開された。